# 崇敬劳动真理徽章
崇敬劳动真理徽章是印度尼西亚政府對大有作为的警員，以及在警政工作中貢獻卓越的其他人士授予的荣誉。